# Heidi

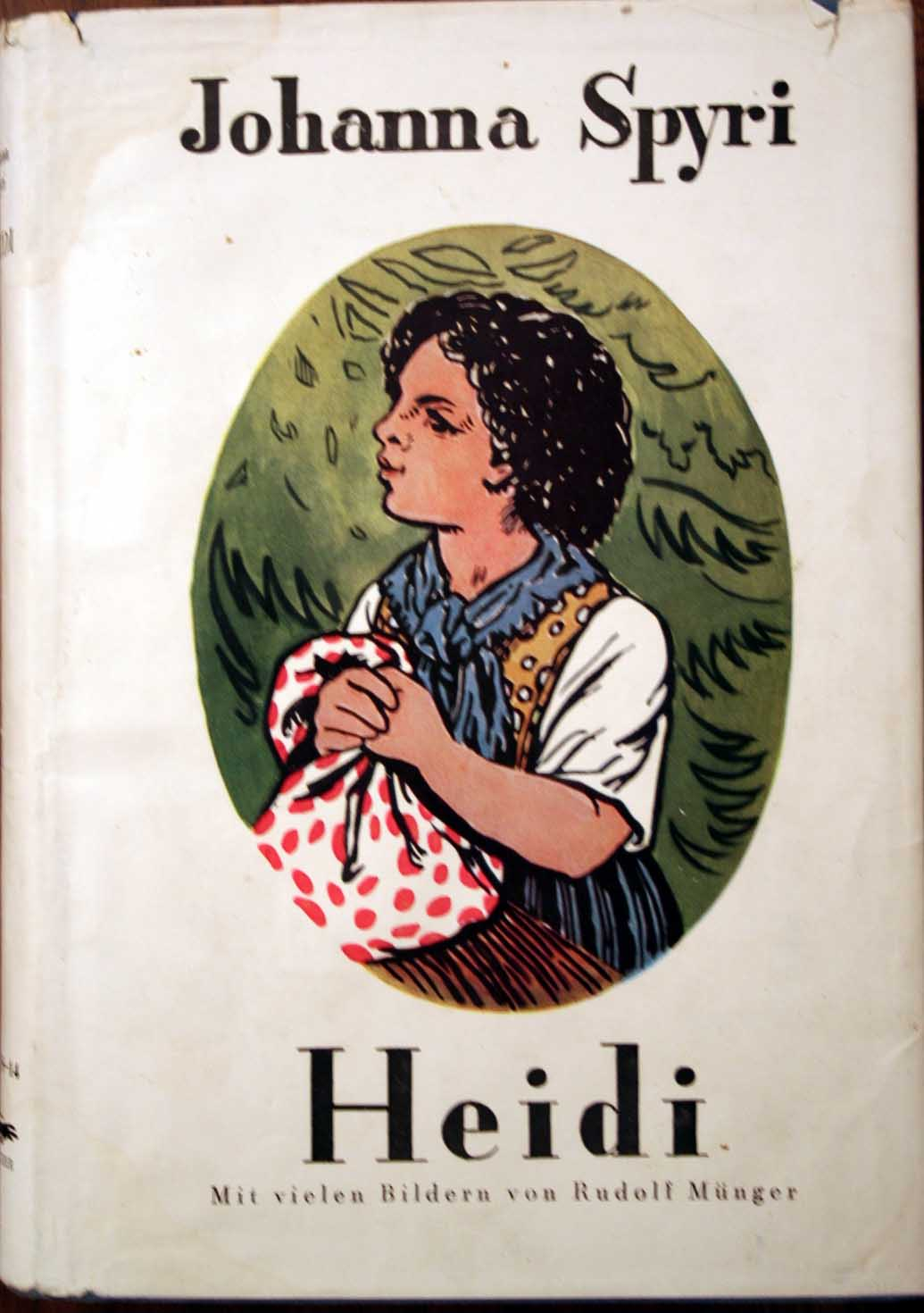
Capa da edição alemã de Heidi

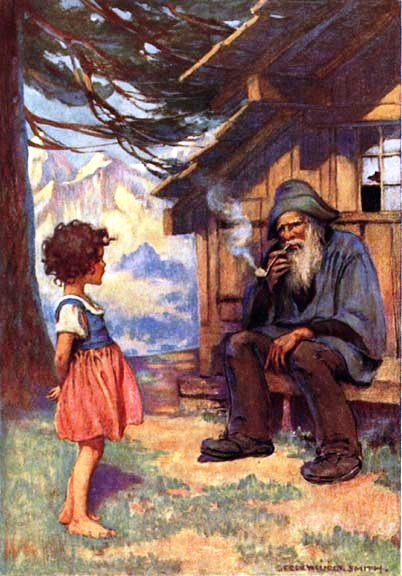
Heidi com seu avô, desenho de Jessie Willcox Smith, 1922

Heidi é um livro infantil da escritora suíça Johanna Spyri lançado em 1880.
O livro é sobre a vida de uma menina órfã da Suíça e em Portugal, a história adquiriu tamanho sucesso, que o desenho animado da Heidi foi vendido em cassetes junto com o desenho de «Marco», que não conhecia Heidi, mas cujas histórias estavam sempre relacionadas com as dela.
A história já rendeu filmes e desenhos animados de sucesso ao longo dos anos.

## Enredo
Heidi tinha acabado de perder seus pais aos 5 anos e foi morar com sua tia. Porém a tia recebeu uma proposta de trabalho e não poderia levar a menina então resolveu deixá-la com o avô paterno. Ele era um homem frio e carrancudo que cuidava de cabras no alto dos Alpes.
Heidi muito inquieta, mas ao mesmo tempo curiosa, interroga-se como acolher por este avô desconhecido, ainda que a vida dura da montanha lhe faz alegria. Cedo, com efeito, um profundo amor nasce entre Heidi e o velho pastor. Trabalhava com ele um menino chamado Peter (que, mais tarde, se apaixonou por ela). Na subida à casa do avô Heidi conheceu Peter e já viraram grandes amigos. A tia deixou a menina na casa do velho e lá ela dormia no feno. Mas o jeito de ser de Heidi acabou por quebrar o gelo do coração do velhinho. Quando todos já podiam ver a diferença nele a tia voltou e levou Heidi, contra a vontade, para a casa onde morava Clara. Clara era uma garota loira que não podia andar. O tempo passou e elas viraram melhores amigas, porém Heidi adoeceu por saudades dos Alpes.
A doença da protagonista foi tão séria que o pai de Clara teve de levar a garota de volta para que não morresse, mas Clara sentiu saudades e foi visitá-la. Com ciúmes, Peter jogou a cadeira de rodas de Clara monte abaixo. Nisso Heidi mostrou mais uma vez o quão especial ela era. Ela ensinou Clara a andar, realizando um milagre.

## Sequências
Existem cinco livros subsequentes de Heidi, não escritos pela autora original:
Heidi e seus amigos
Heidi Grows Up
Heidi's Children
Heidi grand-mère 1941 ( Heidi como avó )
Au Pays de Heidi 1952 ( na terra de Heidi )
Não foram escritos nem endossados por Spyri, mas foram adaptados de seus outros trabalhos de seu tradutor francês, Charles Tritten na década de 1930, muitos anos depois de sua morte.